# Сила нормальной реакции
Си́ла норма́льной реа́кции (иногда нормальная реакция опоры) — сила, действующая на тело со стороны опоры  и направленная перпендикулярно («по нормали», «нормально») к поверхности соприкосновения. Распределена по площади зоны соприкосновения. Подлежит учёту при анализе динамики движения тела. Фигурирует в законе Амонтона — Кулона.
Одним из часто обсуждаемых примеров для иллюстрации силы нормальной реакции является случай нахождения небольшого тела на наклонной плоскости. При этом для простоты считается, что сила реакции приложена в одной точке соприкосновения.
Для расчёта в этом случае используется формула
{\displaystyle |{\vec {N}}|=mg\cos \theta },
где {\displaystyle |{\vec {N}}|} — модуль вектора силы нормальной реакции, {\displaystyle m} — масса тела, {\displaystyle g} — ускорение свободного падения, {\displaystyle \theta } — угол между плоскостью опоры и горизонтальной плоскостью.
Выписанной формулой отражается тот факт, что вдоль направления, перпендикулярного наклонной плоскости, движения нет. Это значит, что величина силы нормальной реакции равна проекции силы тяжести {\displaystyle mg} на указанное направление.
Из закона Амонтона — Кулона следует, что для модуля вектора силы нормальной реакции при скольжении тела справедливо соотношение:
{\displaystyle |{\vec {N}}|={\frac {|{\vec {F}}|}{\mu }},}
где {\displaystyle {\vec {F}}} — сила трения скольжения, а {\displaystyle \mu } — коэффициент трения.
Сила трения покоя (именно она, а не {\displaystyle |{\vec {F}}|}, действует при отсутствии движения, см. рис.) вычисляется по формуле {\displaystyle |{\vec {f}}|=mg\sin \theta }. Можно экспериментально найти такое значение угла {\displaystyle \theta =\theta _{crit}}, при котором тело приходит в движение, то есть трение покоя сменяется трением скольжения. В этих условиях сила трения покоя будет равна силе трения скольжения: {\displaystyle mg\sin \theta _{crit}=\mu mg\cos \theta _{crit}}. Отсюда выражается коэффициент трения: {\displaystyle \mu =\mathrm {tg} \ \theta _{crit}}.